# Rozwój ponad standard (album)
Rozwój Ponad Standard – kompilacja 21 utworów podsumowujących pierwsze dwa lata działalności wydawniczej Rycha Peji. Wydawnictwo obejmuje utwory pochodzące z albumów sztandarowych wykonawców wytwórni RPS: Kobry (również z Bezczelem), Gandziora, Buczera, Śliwy, Vixena, Viruza, Kroolika Underwood oraz HZOP, w których nierzadko udziela się sam Peja, który na okoliczność działalności solowej i wydawniczej sygnuje swoje ruchy logiem RPS Enterteyment.

## Lista utworów
Opracowano na podstawie materiału źródłowego.
1. Kobra – "Miejski Vibe" (feat. Peja)
2. Śliwa – "Nie mów że nie"
3. HZOP – "Moje życie"
4. Vixen – "Rozpalić tłum"
5. Gandzior – "Palenie zabija?" (feat. Hemp Gru, Żary)
6. Kroolik Underwood – "Fabryka hitów" (feat. Peja)
7. Buczer – "W jedną stronę bilet" (feat. Kala)
8. Viruz – "Zbudźmy się" (feat. Bob One)
9. Kobra – "Więcej grzechów nie pamiętam" (feat. Stasiak, Peerzet, Oldas, My-Key)
10. Gandzior – "Byle do przodu" (feat. Peja)
11. Kroolik Underwood – "Gentleman flow"
12. Śliwa – "Ostatnia deska ratunku" (feat. Peja)
13. Vixen – "Mayday Mayday" (feat. Fabuła)
14. Kobra & Bezczel – "Nim nastanie świt" (feat. Kroolik Underwood)
15. Gandzior – "To coś więcej"
16. Viruz – "Ad akta" (feat. Szad, Cham-Pion)
17. Buczer – "Wiara czyni cuda" (feat. Peja, Kobra)
18. Śliwa – "Niezapomniane chwile" (feat. Kubiszew, Kroolik Underwood)
19. HZOP – "Każdy z nas" (feat. DDK RPK, Peja)
20. Kobra & Bezczel – "To tylko hip-hop" (feat. Vixen)
21. Peja – "Człowiek, który podzielił hip-hop"